# ピアノ三重奏曲第1番 (ブラームス)
ピアノ三重奏曲第1番（ピアノさんじゅうそうきょくだいいちばん）ロ長調作品8は、ヨハネス・ブラームスが1854年に作曲したピアノ三重奏曲である。
ジムロック社で出版されていたが、版権がブライトコプフ・ウント・ヘルテル社に移る際、ブラームスが大幅に改作した。この改訂版（1889年版）はブライトコプフ社から1891年に出版されているが、初版（1854年版）もそのまま継続して刊行されている。ブラームスの作品中で2つの版が現存するのは、出版された作品の中ではこの作品のみであり（ブラームスは曲を改訂すると、初版はすぐに廃棄するのが常であった。なお、初期の歌曲など数曲は破棄を免れた初版が現存する）、今日では特記ない場合は1889年改訂版が演奏されることが多い。
多楽章の大規模な作品では珍しく、長調で始まり、同主短調で終わる構成をとっている。

## 初演

### 初版
1855年11月27日、ニューヨークにおいてウィリアム・メイソンのピアノ、セオドア・トーマス（シカゴ交響楽団創設者）のヴァイオリン、カール・バーグマン（後のニューヨーク・フィルハーモニー指揮者）のチェロによる。

### 改訂版
1890年1月10日、ブダペストにおいてブラームスのピアノ、イェネー・フバイのヴァイオリン、ダーヴィト・ポッパーのチェロによる。

## 構成
全4楽章から構成されている。改訂版では主題の書き換えと共に、第3楽章以外の短縮（全4楽章で1728小節→1279小節）などが行われている。
1. Allegro con brio アレグロ・コン・ブリオ（初版ではアレグロ・コン・モト）
2分の2拍子、ソナタ形式、ロ長調。改訂版では、初版にあった第2主題が書き直され、冗長な部分が削除されている。
2. ScherzoAllegro molto スケルツォ、アレグロ・モルト
4分の3拍子、三部形式、ロ短調。初版と改訂版とでは中間部の速度指定（ピウ・レント→メノ・アレグロ）と終結部分が異なる（初版は弱音で終結し、改訂版はフォルテで終結）。
3. Adagio アダージョ（初版はアダージョ・ノン・トロッポ）
4分の4拍子、三部形式、ロ長調。改訂版では中間部を書き直している。
4. Allegro アレグロ（初版はアレグロ・モルト・アジタート）
4分の3拍子、再現部第1主題を欠いたソナタ形式、ロ短調。改訂版では、第1楽章同様に第2主題を書き直し、展開部が縮小されている。